# 1,4,5-萘三酚
1,4,5-萘三酚是一种有机化合物，化学式为C10H8O3。它可由5-羟基-1,4-萘醌和连二亚硫酸钠反应制得。它可以被二(三氟乙酸)碘苯氧化为5-羟基-1,4-萘醌。它和乙酸酐反应，可以得到1,4,5-萘三酚三乙酸酯。